# Desa Temulus (administrativ by i Indonesien, lat -7,22, long 111,41)
Desa Temulus är en administrativ by i Indonesien.   Den ligger i provinsen Jawa Tengah, i den västra delen av landet, 500 km öster om huvudstaden Jakarta.